# Río Mafa
7°23′38.4″N 10°46′58.8″O / 7.394000, -10.783000
El río Mafa nace al sur del parque nacional Lofa-Mano y discurre totalmente en territorio de Liberia. Su longitud es de 147 km que van desde su naciente hasta la desembocadura en el Océano Atlántico. Forma parte de la cuenca Mafa-Lago Piso que abarca una superficie de 2082 km² y extensión de 94 km.
La naciente del río Mafa se sitúa a 330 m s. n. m., remonta hasta los 610 m s. n. m. (máxima elevación), para desembocar en el Atlántico a 0 m s. n. m.

## Afluentes

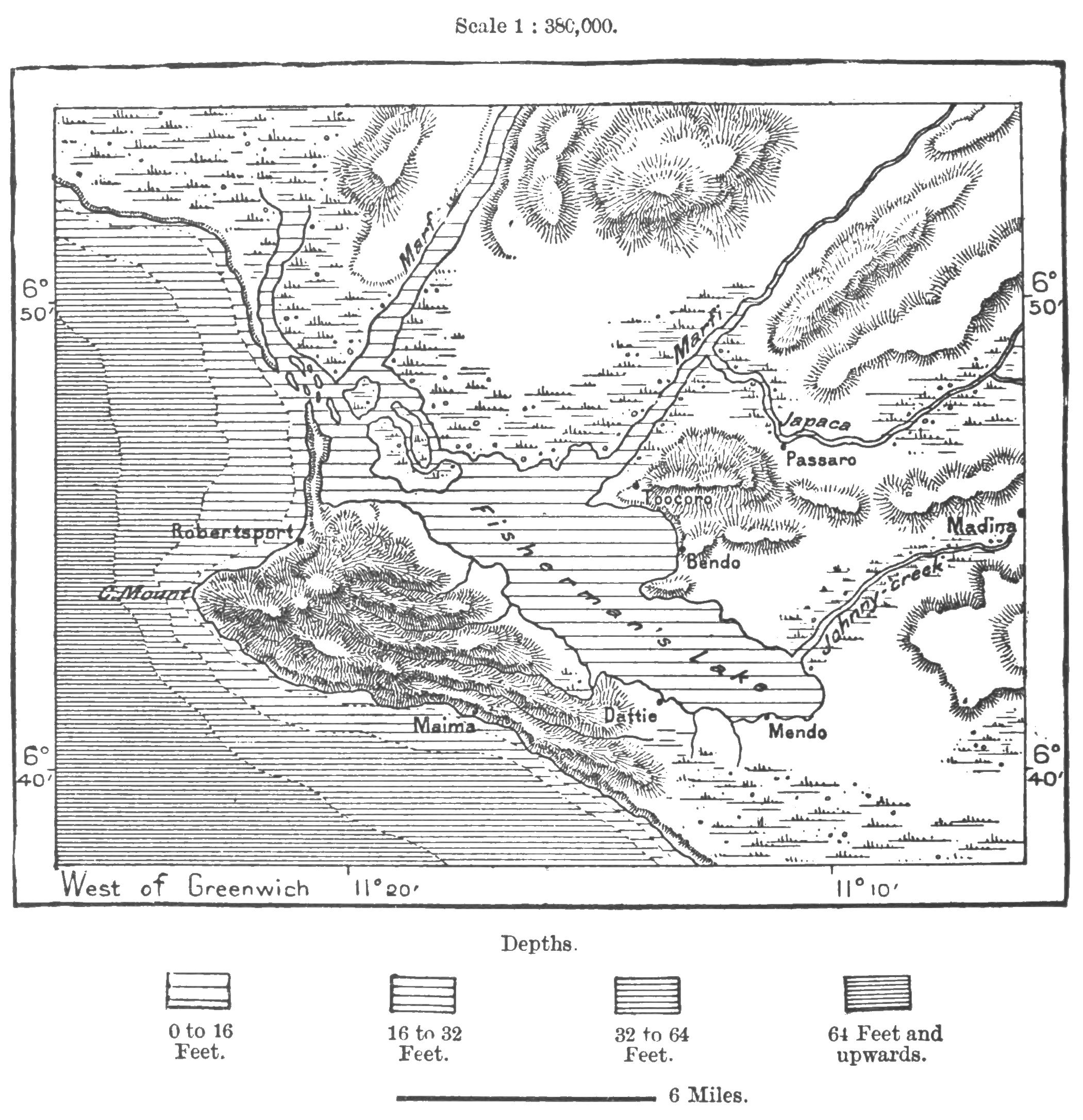
Robertsport y el Lago Piso o Lago de los Pescadores

El río Mafa tiene dos afluentes principales. El río Mabong de 31 km de largo y una cuenca hidrográfica de 155 km². El río Mofe Creek y el lago Piso de 62 km de largo y una cuenca de 782 km².

## Trazado
| Trazado río Mafa                     | Trazado río Mafa | Trazado río Mafa | Trazado río Mafa | Trazado río Mafa          | Trazado río Mafa              | Trazado río Mafa        | Trazado río Mafa        |
| ------------------------------------ | ---------------- | ---------------- | ---------------- | ------------------------- | ----------------------------- | ----------------------- | ----------------------- |
|                                      | Coordenadas      | Coordenadas      |                  | Distancia en km           | Distancia en km               | Área cuenca fluvial km² | Área cuenca fluvial km² |
| Punto                                | Latitud N        | Longitud O       | Flujo            | Distancia fuente río Mafa | Distancia fuente río afluente | Cuenca río Mafa         | Cuenca río afluente     |
| Fuente río Mafa                      | 7.394            | -10.783          | ↓                |                           |                               |                         |                         |
| Confluencia río Mabong               | 7.083            | -11.162          | ←                | 76                        | 31                            | 415                     | 155                     |
| Confluencia río Mofe Creek/Lago Piso | 6.773            | -11.365          | ←                | 146                       | 62                            | 1300                    | 782                     |
| Desembocadura Océano Atlántico       | 6.780            | -11.366          | ↓                | 147                       |                               | 2082                    |                         |

El trazado del río Mafa transcurre en su totalidad dentro de territorios del condado de Grand Cape Mount. Su desembocadura se sitúa frente a la ciudad de Robertsport, capital del condado y centro turístico en desarrollo del gobierno liberiano basado en la práctica del surf.

## Lago Piso
El Lago Piso, también conocido como Lago Pisu o Lago de los Pescadores presenta un paisaje rodeado por colinas arboladas con uno de los bosques más escasos de la región. Está alimentado por una serie de arroyos y el río Mafa, y drena una serie de pantanos aguas arriba del lago, algunos de los cuales son mareales y poseen manglares. También hay manglares detrás de la línea de dunas en el lado oeste de la boca del lago, y, en el lado del mar, hay pequeños lagos en las dunas arboladas que lo separan del mar. Hay unas 38 comunidades con siete mil personas que dependen del lago para el transporte, la pesca, la construcción y las granjas. Es una zona de cría importante para las tortugas y un gran número de aves marinas. También se encuentran antílopes, duikers, monos, el antílope Tragelaphus sylvaticus y unos pocos cocodrilos.